# Светско првенство у скоковима у воду 2015 — даска 1 м за жене
Такмичење у скоковима у воду у дисциплини даска 1 метар појединачно за жене на Светском првенству у скоковима у воду 2015. одржано је 26. јула (квалификације) и 28. јула (финале) 2015. године као део програма Светског првенства у воденим спортовима 2015. године. Такмичења су се одржала у базену Казањског центра водених спортова у граду Казању (Русија).
Учествовало је укупно 37 такмичарки из 23 земље. Титулу светске првакиње из 2013. није успела да одбрани Кинескиња Хе Ци која је у финалној серији скокова заузела тек треће место и освојила бронзану медаљу са 300,30 бодова. Нова светска првакиња постала је италијанска скакачица Тања Кањото која је са свега 1,36 поена предности славила над још једном Кинескињом Ши Тингмао.

## Освајачи медаља
|                   | Резултат |                  | Резултат |             | Резултат |
|                   |          |                  |          |             |          |
| Тања Кањото (ITA) | 310,85   | Ши Тингмао (CHN) | 309,20   | Хе Ци (CHN) | 300,30   |

## Земље учеснице
На такмичењу је учествовало укупно 37 такмичарки из 23 земље. Свака од земаља имала је право да учествује са максимално две представнице.
| - Аустралија (2) - Белорусија (1) - Бразил (2) - Венецуела (1) - Египат (2) - Италија (2) | - Јужна Африка (2) - Јужна Кореја (2) - Кина (2) - Колумбија (1) - Литванија (1) - Мексико (2) | - Немачка (2) - Нови Зеланд (1) - Русија (2) - САД (1) - Украјина (2) - Финска (2) | - Холандија (2) - Хрватска (2) - Швајцарска (1) - Шведска (1) - Шпанија (1) |

## Резултати
Такмичење се одвијало у два дана. Квалификације ссу се одржавале 26. јула, док је финално такмичење у којем је учествовало 12 првопласираних одржано два дана касније, 28. јула. Такмичење се одвијало у укупно 5 серија скокова.
Напомена: Зеленом бојом означени су такмичарке које су се пласирале у финале.
| ПЛ. | Такмичари          | Држава       | Квалификације | Квалификације | Финале | Финале |
| ПЛ. | Такмичари          | Држава       | Бодова        | Пл.           | Бодова | Пл.    |
| --- | ------------------ | ------------ | ------------- | ------------- | ------ | ------ |
|     | Тања Кањото        | Италија      | 291,25        | 02.           | 310,85 | 01.    |
| 2   | Ши Тингмао         | Кина         | 307,35        | 01.           | 309,20 | 02.    |
| 3   | Хе Ци              | Кина         | 285,40        | 03.           | 300,30 | 03.    |
| 04. | Олена Федорова     | Украјина     | 257,55        | 07.           | 286,95 | 04.    |
| 05. | Естер Кин          | Aустралија   | 261,60        | 06.           | 280,50 | 05.    |
| 06. | Надежда Бажина     | Русија       | 252,05        | 08.           | 273,45 | 06.    |
| 07. | Нора Субшински     | Немачка      | 248,10        | 10.           | 265,25 | 07.    |
| 08. | Ким Су-ји          | Јужна Кореја | 247,10        | 11.           | 258,50 | 08.    |
| 09. | Марија Пољакова    | Русија       | 275,15        | 05.           | 255,20 | 09.    |
| 10. | Инге Јансен        | Холандија    | 248,50        | 09.           | 244,10 | 10.    |
| 11. | Долорес Ернандез   | Mексико      | 242,75        | 12.           | 241,90 | 11.    |
| 12. | Медисон Кини       | Aустралија   | 283,40        | 04.           | 226,05 | 12.    |
| 13. | Ким На-ми          | Јужна Кореја | 241,10        | 13.           | ×      | ×      |
| 14. | Дијана Пинеда      | Колумбија    | 241,05        | 14.           | ×      | ×      |
| 15. | Данијела Неро      | Шведска      | 239,95        | 15.           | ×      | ×      |
| 16. | Алена Хамулкина    | Белорусија   | 237,90        | 16.           | ×      | ×      |
| 17. | Саманта Пикенс     | САД          | 237,90        | 17.           | ×      | ×      |
| 18. | Гана Писменска     | Украјина     | 237,70        | 18.           | ×      | ×      |
| 19. | Аранча Чавез       | Mексико      | 236,95        | 19.           | ×      | ×      |
| 20. | Ира Латунен        | Финска       | 229,65        | 20.           | ×      | ×      |
| 21. | Џулија Винсент     | Јужна Африка | 229,15        | 21.           | ×      | ×      |
| 22. | Микејла Бутер      | Јужна Африка | 227,50        | 22.           | ×      | ×      |
| 23. | Таина Карвонен     | Финска       | 227,30        | 23.           | ×      | ×      |
| 24. | Елизабет Куи       | Нови Зеланд  | 227,05        | 24.           | ×      | ×      |
| 25. | Жулијана Велосо    | Бразил       | 226,90        | 25.           | ×      | ×      |
| 26. | Уши Фрајтаг        | Холандија    | 215,75        | 26.           | ×      | ×      |
| 27. | Жесика Фавр        | Швајцарска   | 213,65        | 27.           | ×      | ×      |
| 28. | Луиза Ставчински   | Немачка      | 212,95        | 28.           | ×      | ×      |
| 29. | Елена Берточи      | Италија      | 208,40        | 29.           | ×      | ×      |
| 30. | Росио Веласкез     | Шпанија      | 204,00        | 30.           | ×      | ×      |
| 31. | Маха Абделсалам    | Eгипат       | 203,45        | 31.           | ×      | ×      |
| 32. | Хабиба Ашраф       | Eгипат       | 201,65        | 32.           | ×      | ×      |
| 33. | Марија Бетанкорт   | Венецуела    | 201,65        | 33.           | ×      | ×      |
| 34. | Индре Гидраускајте | Литванија    | 197,50        | 34.           | ×      | ×      |
| 35. | Маја Борић         | Хрватска     | 195,60        | 35.           | ×      | ×      |
| 36. | Марцела Марић      | Хрватска     | 183,30        | 36.           | ×      | ×      |
| 37. | Луана Лира         | Бразил       | 180,35        | 37.           | ×      | ×      |